# 姆格林区
姆格林区（俄语：Мглинский район）是俄罗斯联邦布良斯克州下辖的一个区，其行政中心为姆格林。据2016年统计，该区的人口为18200人。